# Brogliano
Brogliano là một đô thị tại tỉnh Vicenza ở vùng Veneto, Ý.
Đô thị này có diện tích 12  km², dân số là 3509 người (thời điểm 28 tháng 2 năm 2007)